# Великокринківський район
Великокри́нківський райо́н — нечинна нині адміністративно-територіальна одиниця, яка була створена 1928 у складі Кременчуцької округи з частин Глобинського, Манжеліївського та Семенівського районів. До складу району ввійшло 20 сільрад і 95 населених пунктів.
Ліквідований 2 вересня 1930 з віднесенням території до Глобинського району. Відновлено Великокринківський район 22 січня 1935 у складі Харківської області. 22 вересня 1937 віднесено до новоутвореної Полтавської області. 1939 в районі проживало 28 528 чол.
У період нацистської окупації (вересень 1941 — вересень 1943) гітлерівці у Великих Кринках стратили 252 жителі району, вивезли на примусові роботи до Німеччини 2557 осіб. З 1 вересня 1942 року до вересня 1943 район входив до Кременчуцького ґебіту. На час війни на території Великокринківського району було 50 населених пунктів. Із них німці, відступаючи, частково спалили майже все, знищили колгоспне майно, 2 лікарні, 11 поліклінік, 14 шкіл, 14 клубів.
Розформований Великокринківський район 30 грудня 1962 з віднесенням основної частини території до Глобинського району.